# Henrik III av Meissen
Henrik "den upplyste", född 1215 i Meissen, död 15 februari 1288 i Dresden, var regerande markgreve av Meissen 1221–1288 som Henrik III samt markgreve av Lausitz, lantgreve av Thüringen och pfalzgreve av Sachsen. Han var son till Didrik den beträngde och tillhörde därmed huset Wettin.

## Biografi
Henrik III var yngste son till markgreven Didrik den beträngde och Jütta av Thüringen. Hans far avled 1221 och Henrik ställdes under förmyndarskap, först av sin morbror Ludvig IV av Thüringen och efter dennes död 1227 därefter av hertig Albrekt I av Sachsen.
1230 förklarades han myndig och han gifte sig 1234 med Constanze av Österrike, dotter till hertig Leopold VI av Österrike. Med henne fick han sönerna Albrekt II och Didrik av Landsberg.
1237 deltog han i ett korståg mot pruserna. Under följande år kom han i konflikt med markgrevarna av Brandenburg, Johan I och Otto III, och utkämpade Teltowkriget mellan 1239 och 1245. Som en följd av kriget tvingades han avträda Köpenick och Mittenwalde till Brandenburg. Medan huset Wettins försök att etablera sig på Teltow och vid Hönow på Barnim misslyckades kom han däremot att befästa sina positioner österut omkring Oder, där han lät grunda staden Fürstenberg an der Oder (idag en stadsdel i Eisenhüttenstadt) samt Neuzelles kloster 1268.
I kampen mellan påven och kejsar Fredrik II stödde han kejsaren. Kejsaren belönade honom med lantgrevskapet Thüringen och pfalzgrevskapet Sachsen, efter att Henrik Raspe avlidit 1247 utan arvingar, men först efter en lång arvskonflikt kunde han slutligen driva igenom sina anspråk.
Constanze avled 1243 och han gifte om sig omkring 1245 med Agnes av Böhmen. Agnes avled 1268. I det tredje äktenskapet som ingicks omkring 1270, med Elisabeth von Maltitz (omkring 1239–1333), fick han sönerna Fredrik den lille av Dresden (1273–1316) och Hermann den långe.
Henrik III levde enligt tidens riddarideal. Han var verksam som minnessångare och två av hans verk finns nedtecknade i Codex Manesse.
De sista åren av hans regering kännetecknades av interna konflikter inom huset Wettin, främst med sonen Albrekt II.

## Barn
- Albrekt den vanartade
- Didrik av Landsberg
- Fredrik den lille av Dresden
- Hermann den långe